# 山本条太

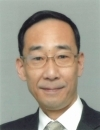
外務省より公表された公式肖像画像

山本 条太（やまもと じょうた、1959年12月3日 - ）は、日本の外交官・国際法学者。内閣府国際平和協力本部事務局長、駐フィンランド特命全権大使、関西担当特命全権大使、駐オマーン特命全権大使を務めた。

## 人物・経歴
熊本県で国際法学者・山本草二の長男として生まれる。1982年東京大学法学部卒業、外務省入省。英国研修を受けた。1988年条約局条約課課長補佐。1991年国際連合日本政府代表部一等書記官。1994年条約局国際協定課課長補佐。同年条約局条約課首席事務官。1995年在ロシア日本国大使館一等書記官。1997年北米局米第一課首席事務官。1998年内閣法制局参事官（第三部）。2002年慶応義塾大学総合政策学部教授。2004年領事局領事政策課長。2007年内閣官房内閣参事官（内閣官房副長官補付）、内閣官房国家安全保障会議設置準備室参事官、内閣官房総合海洋政策本部事務局参事官。2008年内閣官房内閣参事官（内閣官房副長官補付）。2009年在パキスタン日本国大使館公使。2011年ヒューストン総領事。2013年防衛省防衛政策局次長。2015年内閣府国際平和協力本部事務局長。2016年駐フィンランド特命全権大使
。2019年特命全権大使（関西担当）
。2021年駐オマーン特命全権大使。2025年関西エアポート顧問。

## 同期
- 秋葉剛男（21年国家安全保障局長・18年外務事務次官）
- 伊藤伸彰（16年ウズベキスタン大使）
- 岡浩（21年エジプト大使・19年マレーシア大使・16-17年トルコ大使）
- 斎木尚子（17年外務省研修所長・15年国際法局長）
- 嶋崎郁（20年ヨルダン大使・17年チェコ大使）
- 能化正樹（21年駐スウェーデン大使・18年駐エジプト大使）
- 髙岡望（21年カメルーン大使）
- 髙瀨寧（21年ラトビア大使・17年メキシコ大使・14年中南米局長）
- 林肇（20年英国大使・19年内閣官房副長官補・17年ベルギー大使）
- 引原毅（19年ウィーン代表部大使・15年ラオス大使）
- 藤村和広（22年フィンランド大使・18年キューバ大使）
- 星山隆（22年ボツワナ大使）
- 柳秀直（20年ドイツ大使・17年ヨルダン大使）
- 新井辰夫（18年セネガル大使・15年ジブチ大使）
- 岩藤俊幸（17年ジンバブエ大使）
- 倉光秀彰（21年モロッコ大使・18年コートジボワール大使）
- 中山泰則（20年ギリシャ大使）
- 平木塲弘人（18年外務省研修所副所長）
- 山田淳（2021年カザフスタン大使・2018年アルメニア大使）
- 松田邦紀（2021年ウクライナ大使・2018年パキスタン大使）